# Zanclarches fastosa
Zanclarches fastosa är en fjärilsart som beskrevs av Edward Meyrick 1921. Zanclarches fastosa ingår i släktet Zanclarches och familjen fransmalar. Inga underarter finns listade i Catalogue of Life.